# 迈克尔·克利里
迈克尔·克利里（英語：Michael Cleary，1940年4月30日—），澳大利亚男子田径、橄榄球运动员。他曾代表澳大利亚参加1962年大英帝国和英联邦运动会田径比赛，获得男子100码铜牌。